# Srednje Laknice
Srednje Laknice – wieś w Słowenii, w gminie Mokronog-Trebelno. W 2018 roku liczyła 27 mieszkańców.